# Huiribis
Huiribis es un pueblo del municipio de Guaymas ubicado en el sur del estado mexicano de Sonora, en la zona del valle del Yaqui. Según los datos del Censo de Población y Vivienda realizado en 2010 por el Instituto Nacional de Estadística y Geografía (INEGI), Huiribis tiene un total de 342 habitantes.
Huiribis es uno de los ocho pueblos originales de la etnia yaqui, junto con Vícam, Pótam, Tórim, Bácum, Cócorit, Belem y Ráhum; los cuales fueron asentados por los misioneros jesuitas para la evangelización es éstos pobladores en la época de la conquista de la Nueva España a inicios del siglo XVII.

## Geografía
Huiribis se sitúa en las coordenadas geográficas 27°41'20" de latitud norte y 110°28'34" de longitud oeste del meridiano de Greenwich, a una elevación de 3 metros sobre el nivel del mar.